# (12364) Asadagouryu
(12364) Asadagouryu est un astéroïde de la ceinture principale.

## Description
(12364) Asadagouryu est un astéroïde de la ceinture principale. Il fut découvert le 15 décembre 1993 à Ōizumi par Takao Kobayashi. Il présente une orbite caractérisée par un demi-grand axe de 2,17 UA, une excentricité de 0,05 et une inclinaison de 2,2° par rapport à l'écliptique.

## Compléments